# «Локомотив» (Новосибирск) в сезоне 2016/2017
 Волейбольный клуб «Локомотив» в сезоне 2016/2017 — статистика выступлений и деятельность клуба в Суперлиге чемпионата России по волейболу в сезоне 2016/17.

## Итоги прошедшего сезона (2015/2016)
По итогам сезона в Суперлиге команда заняла 6-е место. В розыгрыше кубка России волейболисты остановились на 4-м месте. В еврокубках команда не участвовала. Лучшим игроком сезона болельщики выбрали доигровщика Лукаша Дивиша .

## Хронология событий
- 11 — 20 июля 2016 г. команда тренируется в Новосибирске.
- 21 июля — 11 августа 2016 г.  команда проводит учебно-тренировочный сбор в Болгарии.
- 22 августа 2016 г.  клуб ознакомил болельщиков с ценами на абонементы — 5 000 рублей.
- 11 мая 2017 г.  Победив Белогорье в матче за 3-е место, «Локомотив» завершил сезон. Итоговый результат в чемпионате России сезона 2016/17 —  3-е место. Также по итогам Финала шести лучшим либеро был признан Эрик Шоджи[2]

## Трансферная политика

### Пришли
| Поз.         | Игрок               | Прежний клуб       |
| ------------ | ------------------- | ------------------ |
| Гл. тренер   | Пламен Константинов | Сборная Болгарии   |
| Диагональный | Николай Павлов      | «Латина»           |
| Либеро       | Эрик Шоджи          | «Берлин Ресайклин» |
| Связующий    | Кавика Шоджи        | «Аркасспор»        |
| Блокирующий  | Ильяс Куркаев**     | «Енисей»           |
| Либеро       | Валентин Голубев**  | «Енисей»           |

### Ушли
| Поз.         | Игрок            | Новый клуб         |
| ------------ | ---------------- | ------------------ |
| Гл. тренер   | Андрей Воронков  | «Динамо» Краснодар |
| Связующий    | Максим Шульгин   | «Урал»             |
| Блокирующий  | Артём Вольвич    | «Зенит»            |
| Диагональный | Денис Земчёнок   | «Зенит»            |
| Блокирующий  | Никола Ковачевич | «Берлин Ресайклин» |
| Либеро       | Александр Янутов | «Енисей»           |
| Либеро       | Валерий Комаров* | «Енисей»           |

* В аренду  

** Из аренды  

*** Покинул клуб на правах свободного агента 

## Чемпионат России

### 1 тур
| 27 сентября 2016 года отчёт 17:00 MSK | Нефтяник | 1 : 3 (22:25, 25:17, 20:25, 23:25) | Локомотив | СК «Олимпийский», Оренбург |

| Отчёт                                                                        | Отчёт | Отчёт | Отчёт | Отчёт |
| ---------------------------------------------------------------------------- | ----- | --- | ----- | ----- |
|                                                                              |       | |       |       |
|                                                                              |       | |       |       |
|                                                                              |       | |       |       |
| Иванов (24) Васильев (15) Анойкин (11) Поляков (8) Бестужев (8) Игнатьев (2) |       | Савин (16) Тарасов (11) Куркаев (11) Самойленко (8) Павлов (7) Дивиш (4) К.Шоджи (3) Ерёмин (2) Лукьяненко (0) Э.Шоджи (л) |       |       |
|                                                                              |       | |       |       |
|                                                                              |       | |       |       |
|                                                                              |       | |       |       |
|                                                                              |       | |       |       |
|                                                                              |       | |       |       |

Время матча - 1:46 (27+22+28+29).
Набранные очки - 90:92 (атака - 58:49, блок - 8:9, подача - 2:4, ошибки соперника - 22:30).

### 2 тур
| 30 сентября 2016 года отчёт 18:00 MSK | Динамо (Ло) | 0 : 3 (22:25, 21:25, 19:25) | Локомотив | Академия волейбола Вячеслава Платонова, Санкт-Петербург |

| Отчёт                                                                                          | Отчёт | Отчёт | Отчёт | Отчёт |
| ---------------------------------------------------------------------------------------------- | ----- | --- | ----- | ----- |
|                                                                                                |       | |       |       |
|                                                                                                |       | |       |       |
|                                                                                                |       | |       |       |
| Ботин (13) Тюрин (11) Пурин (7) Тисевич (4) Ковалев (4) Хильченко (2) Ткачев (2) Плужников (1) |       | Савин (13) Дивиш (13) Куркаев (7) Павлов (7) Червяков (3) Самойленко (2) Тарасов (0) К.Шоджи (0) Лукьяненко (0) Э.Шоджи (л) |       |       |
|                                                                                                |       | |       |       |
|                                                                                                |       | |       |       |
|                                                                                                |       | |       |       |
|                                                                                                |       | |       |       |
|                                                                                                |       | |       |       |

Время матча - 1:19 (28+28+23).
Набранные очки - 62:75 (атака - 37:37, блок - 1:7, подача - 6:1, ошибки соперника - 18:30).

### 3 тур
| 3 октября 2016 года отчёт 13:30 MSK | Енисей | 2 : 3 (15:25, 28:26, 22:25, 25:22, 11:15) | Локомотив | Дом спорта им. Михаила Дворкина, Красноярск |

| Отчёт                                                                               | Отчёт | Отчёт | Отчёт | Отчёт |
| ----------------------------------------------------------------------------------- | ----- | --- | ----- | ----- |
|                                                                                     |       | |       |       |
|                                                                                     |       | |       |       |
|                                                                                     |       | |       |       |
| Спиридонов (30) Мысин (13) Мочалов (9) Панычев (9) Воронков (7) Кривец (5) Жось (2) |       | Павлов (25) Савин (22) Дивиш (13) Самойленко (11) Червяков (8) Тарасов (3) Лукьяненко (3) К.Шоджи (2) Еремин (2) Э.Шоджи (л) |       |       |
|                                                                                     |       | |       |       |
|                                                                                     |       | |       |       |
|                                                                                     |       | |       |       |
|                                                                                     |       | |       |       |
|                                                                                     |       | |       |       |

Время матча - 2:14 (25+35+29+27+18).
Набранные очки - 101:113 (атака - 61:60, блок - 6:21, подача - 8:8, ошибки соперника - 26:24)

### 4 тур
| 16 октября 2016 года отчёт 14:30 MSK | Локомотив | 3 : 1 (25:16, 25:23, 19:25, 25:19) | НОВА | СКК «Север», Новосибирск |

| Отчёт | Отчёт | Отчёт | Отчёт | Отчёт |
| --- | ----- | --- | ----- | ----- |
| |       | |       |       |
| |       | |       |       |
| |       | |       |       |
| Дивиш (21) Савин (18) Павлов (16) Куркаев (11) Самойленко (2) К.Шоджи (2) Тарасов (1) Еремин (1) Лукьяненко (1) Белогорцев (0) Червяков (8) Э.Шоджи (л) |       | Алексеев (30) Болдырев (11) Бусел (8) Макаренко (6) Съемщиков (5) Козицын (3) Стрильчук (2) Подребинкин (1) |       |       |
| |       | |       |       |
| |       | |       |       |
| |       | |       |       |
| |       | |       |       |
| |       | |       |       |

Время матча - 1:50 (25+30+27+28).
Набранные очки - 94:83 (атака - 61:54, блок - 6:8, подача - 6:4, ошибки соперника - 21:17).

### 5 тур
| 23 октября 2016 года отчёт 16:00 MSK | Урал | 2 : 3 (15:25, 20:25, 26:24, 25:20, 13:15) | Локомотив | СДК «Динамо», Уфа |

| Отчёт | Отчёт | Отчёт | Отчёт | Отчёт |
| --- | ----- | --- | ----- | ----- |
| |       | |       |       |
| |       | |       |       |
| |       | |       |       |
| Феоктистов (16) Куцмус (13) Рыбаков (12) Колесник (10) Абросимов (9) Ханипов (6) Ковалев (4) Крицкий (1) |       | Павлов (23) Куркаев (15) Дивиш (12) Савин (12) К.Шоджи (3) Тарасов (3) Самойленко (2) Лукьяненко (2) Белогорцев (2) Еремин (1) Э.Шоджи (л) |       |       |
| |       | |       |       |
| |       | |       |       |
| |       | |       |       |
| |       | |       |       |
| |       | |       |       |

Время матча - 1:54 (22+24+27+25+16).
Набранные очки - 99:109 (атака - 54:57, блок - 13:10, подача - 4:8, ошибки соперника - 28:34)

### 6 тур
| 29 октября 2016 года отчёт 14:30 MSK | Локомотив | 3 : 0 (32:30, 25:16, 25:17) | Динамо (Кр) | СКК «Север», Новосибирск |

| Отчёт | Отчёт | Отчёт | Отчёт | Отчёт |
| --- | ----- | --- | ----- | ----- |
| |       | |       |       |
| |       | |       |       |
| |       | |       |       |
| Савин (15) Куркаев (13) Павлов (12) Самойленко (9) Еремин (5) К.Шоджи (2) Дивиш (1) Тарасов (0) Баннов (0) Лукьяненко (0) Э.Шоджи (л) Голубев (л) |       | Комаров (9) Бурцев (7) Куликов (6) Кимеров (5) Гливенко (4) Налобин (3) Кузнецов (2) Дубровин (2) Центалович (1) |       |       |
| |       | |       |       |
| |       | |       |       |
| |       | |       |       |
| |       | |       |       |
| |       | |       |       |

Время матча - 1:18 (26+25+27).
Набранные очки - 60:75 (атака - 32:40, блок - 3:6, подача - 4:12, ошибки соперника - 21:17).

### 7 тур
| 5 ноября 2016 года отчёт 14:30 MSK | Локомотив | 0 : 3 (20:25, 20:25, 20:25) | Зенит | СКК «Север», Новосибирск |

| Отчёт | Отчёт | Отчёт                                                                 | Отчёт | Отчёт |
| --- | ----- | --------------------------------------------------------------------- | ----- | ----- |
| |       |                                                                       |       |       |
| |       |                                                                       |       |       |
| |       |                                                                       |       |       |
| Павлов (12) Куркаев (9) Дивиш (7) Савин (6) Самойленко (5) Баннов (0) К.Шоджи (0) Еремин (0) Тарасов (0) Э.Шоджи (л) |       | Михайлов (19) Андерсон (13) Леон (11) Ащев (6) Вольвич (5) Бутько (4) |       |       |
| |       |                                                                       |       |       |
| |       |                                                                       |       |       |
| |       |                                                                       |       |       |
| |       |                                                                       |       |       |
| |       |                                                                       |       |       |

Время матча - 1:29 (38+25+26).
Набранные очки - 82:63 (атака - 41:33, блок - 10:4, подача - 6:2, ошибки соперника - 25:24).

### 8 тур
| 12 ноября 2016 года отчёт 14:30 MSK | Локомотив | 3 : 1 (25:13, 25:17, 22:25, 25:22) | Самотлор | СКК «Север», Новосибирск |

| Отчёт | Отчёт | Отчёт                                                                                         | Отчёт | Отчёт |
| --- | ----- | --------------------------------------------------------------------------------------------- | ----- | ----- |
| |       |                                                                                               |       |       |
| |       |                                                                                               |       |       |
| |       |                                                                                               |       |       |
| Павлов (17) Куркаев (15) Савин (15) Еремин (9) Червяков (9) Дивиш (3) К.Шоджи (2) Лукьяненко (1) Баннов (0) Тарасов (0) Э.Шоджи (л) Голубев (л) |       | Титич (13) Махортов (12) Крикун (8) Захаров (8) Рохин (4) Козлов (2) Гнездилов (2) Бабков (1) |       |       |
| |       |                                                                                               |       |       |
| |       |                                                                                               |       |       |
| |       |                                                                                               |       |       |
| |       |                                                                                               |       |       |
| |       |                                                                                               |       |       |

Время матча - 1:44 (23+25+28+28).
Набранные очки - 97:77 (атака - 49:40, блок - 12:7, подача - 10:3, ошибки соперника - 25:27).

### 9 тур
| 19 ноября 2016 года отчёт 17:00 MSK | Югра | 2 : 3 (22:25, 19:25, 26:24, 25:23, 11:15) | Локомотив | «Премьер-Арена», Сургут |

| Отчёт                                                                                   | Отчёт | Отчёт | Отчёт | Отчёт |
| --------------------------------------------------------------------------------------- | ----- | --- | ----- | ----- |
|                                                                                         |       | |       |       |
|                                                                                         |       | |       |       |
|                                                                                         |       | |       |       |
| Родичев (23) Чефранов (21) Волков (9) Семышев (8) Крсманович (7) Урсов (4) Брджович (3) |       | Павлов (26) Савин (19) Дивиш (18) Куркаев (15) Червяков (5) К.Шоджи (3) Самойленко (1) Тарасов (0) Еремин (0) Лукьяненко (0) Э.Шоджи (л) Голубев (л) |       |       |
|                                                                                         |       | |       |       |
|                                                                                         |       | |       |       |
|                                                                                         |       | |       |       |
|                                                                                         |       | |       |       |
|                                                                                         |       | |       |       |

Время матча - 2:13 (27+26+31+33+16).
Набранные очки - 103:112 (атака - 64:66, блок - 4:13, подача - 7:8, ошибки соперника - 28:25)

### 10 тур
| 24 ноября 2016 года отчёт 16:00 MSK | Локомотив | 3 : 2 (19:25, 25:22, 15:25, 25:21, 15:11) | Белогорье | СКК «Север», Новосибирск |

| Отчёт | Отчёт | Отчёт                                                                                      | Отчёт | Отчёт |
| --- | ----- | ------------------------------------------------------------------------------------------ | ----- | ----- |
| |       |                                                                                            |       |       |
| |       |                                                                                            |       |       |
| |       |                                                                                            |       |       |
| Дивиш (19) Павлов (17) Савин (15) Куркаев (11) Червяков (6) К.Шоджи (2) Лукьяненко (2) Баннов (1) Еремин (1) Э.Шоджи (л) Голубев (л) |       | Мусэрский (25) Ерещенко (20) Жигалов (14) Смоляр (7) Тетюхин (5) Подлесных (1) Порошин (1) |       |       |
| |       |                                                                                            |       |       |
| |       |                                                                                            |       |       |
| |       |                                                                                            |       |       |
| |       |                                                                                            |       |       |
| |       |                                                                                            |       |       |

Время матча - 2:15 (28+31+26+31+19).
Набранные очки - 99:104 (атака - 58:59, блок - 11:11, подача - 5:3, ошибки соперника - 25:31)

### 11 тур
| 30 ноября 2016 года отчёт 16:00 MSK | Локомотив | 1 : 3 (25:21, 22:25, 22:25, 23:25) | Динамо (М) | СКК «Север», Новосибирск |

| Отчёт | Отчёт | Отчёт | Отчёт | Отчёт |
| --- | ----- | --- | ----- | ----- |
| |       | |       |       |
| |       | |       |       |
| |       | |       |       |
| Савин (16) Куркаев (14) Павлов (13) Самойленко (6) Дивиш (5) Баннов (5) К.Шоджи (2) Белогорцев (0) Тарасов (0) Еремин (0) Лукьяненко (0) Э.Шоджи (л) Голубев (л) |       | Бережко (16) Маркин (13) Бакун (12) Щербинин (9) Филиппов (7) Круглов (6) Бирюков (5) Гранкин (3) Антипкин (1) |       |       |
| |       | |       |       |
| |       | |       |       |
| |       | |       |       |
| |       | |       |       |
| |       | |       |       |

Время матча - 1:54 (27+30+26+31).
Набранные очки - 92:96 (атака - 45:57, блок - 8:10, подача - 8:5, ошибки соперника - 31:24)

### 12 тур
| 3 декабря 2016 года отчёт 18:00 MSK | Факел | 0 : 3 (22:25, 18:25, 23:25) | Локомотив | КСЦ «Газодобытчик», Новый Уренгой |

| Отчёт                                                                                      | Отчёт | Отчёт | Отчёт | Отчёт |
| ------------------------------------------------------------------------------------------ | ----- | --- | ----- | ----- |
|                                                                                            |       | |       |       |
|                                                                                            |       | |       |       |
|                                                                                            |       | |       |       |
| Клюка (16) Богдан (11) Пирайнен (4) Лихошерстов (4) Яковлев (4) Колодинский (3) Евсеев (2) |       | Павлов (15) Савин (13) Куркаев (9) Дивиш (8) Самойленко (8) К.Шоджи (1) Баннов (0) Тарасов (0) Лукьяненко (0) Э.Шоджи (л) |       |       |
|                                                                                            |       | |       |       |
|                                                                                            |       | |       |       |
|                                                                                            |       | |       |       |
|                                                                                            |       | |       |       |
|                                                                                            |       | |       |       |

Время матча - 1:20 (24+24+32).
Набранные очки - 61:75 (атака - 35:38, блок - 4:5, подача - 4:11, ошибки соперника - 18:21)

### 13 тур
| 25 декабря 2016 года отчёт 14:30 MSK | Локомотив | 3 : 0 (25:23, 25:22, 25:23) | Кузбасс | СКК «Север», Новосибирск |

| Отчёт | Отчёт | Отчёт                                                                                     | Отчёт | Отчёт |
| --- | ----- | ----------------------------------------------------------------------------------------- | ----- | ----- |
| |       |                                                                                           |       |       |
| |       |                                                                                           |       |       |
| |       |                                                                                           |       |       |
| Павлов (17) Савин (9) Дивиш (9) Куркаев (7) Самойленко (4) К.Шоджи (2) Баннов (0) Тарасов (0) Лукьяненко (0) Э.Шоджи (л) |       | Карпухов (16) Шкулявичус (9) Никитин (8) Щербаков (7) Апаликов (3) Панков (1) Макаров (1) |       |       |
| |       |                                                                                           |       |       |
| |       |                                                                                           |       |       |
| |       |                                                                                           |       |       |
| |       |                                                                                           |       |       |
| |       |                                                                                           |       |       |

Время матча - 1:27 (29+30+28).
Набранные очки - 75:68 (атака - 34:38, блок - 9:6, подача - 5:1, ошибки соперника - 27:23)

### 14 тур
| 8 января 2017 года отчёт 15:00 MSK | Кузбасс | 1 : 3 (29:27, 22:25, 22:25, 20:25) | Локомотив | СК «Горняк», Кемерово |

| Отчёт                                                                                      | Отчёт | Отчёт | Отчёт | Отчёт |
| ------------------------------------------------------------------------------------------ | ----- | --- | ----- | ----- |
|                                                                                            |       | |       |       |
|                                                                                            |       | |       |       |
|                                                                                            |       | |       |       |
| Карпухов (15) Апаликов (15) Никитин (14) Щербаков (7) Панков (6) Шкулявичус (6) Шпилев (4) |       | Савин (23) Павлов (15) Червяков (10) Куркаев (9) Дивиш (6) К.Шоджи (2) Лукьяненко (1) Еремин (1) Баннов (0) Белогорцев (0) Самойленко (0) Э.Шоджи (л) Голубев (л) |       |       |
|                                                                                            |       | |       |       |
|                                                                                            |       | |       |       |
|                                                                                            |       | |       |       |
|                                                                                            |       | |       |       |
|                                                                                            |       | |       |       |

Время матча - 1:51 (31+25+29+26).
Набранные очки - 93:102 (атака - 48:44, блок - 11:13, подача - 8:10, ошибки соперника - 26:35)

### 15 тур
| 14 января 2017 года отчёт 14:30 MSK | Локомотив | 3 : 2 (21:25, 21:25, 25:18, 28:26, 15:9) | Факел | СКК «Север», Новосибирск |

| Отчёт | Отчёт | Отчёт | Отчёт | Отчёт |
| --- | ----- | --- | ----- | ----- |
| |       | |       |       |
| |       | |       |       |
| |       | |       |       |
| Савин (24) Куркаев (14) Павлов (11) Самойленко (10) Тарасов (8) Дивиш (7) Еремин (3) Лукьяненко (2) К.Шоджи (1) Червяков (0) Э.Шоджи (л) Голубев (л) |       | Клюка (19) Власов (16) Богдан (12) Пирайнен (7) Яковлев (7) Безруков (5) Лихошерстов (2) Колодинский (2) |       |       |
| |       | |       |       |
| |       | |       |       |
| |       | |       |       |
| |       | |       |       |
| |       | |       |       |

Время матча - 2:02 (26+26+24+32+14).
Набранные очки - 110:103 (атака - 67:57, блок - 7:10, подача - 6:3, ошибки соперника - 30:33)

### 16 тур
| 22 января 2017 года отчёт 19:00 MSK | Динамо (М) | 3 : 1 (25:22, 26:24, 26:28, 25:17) | Локомотив | ДС «Динамо», Москва |

| Отчёт                                                                                               | Отчёт | Отчёт | Отчёт | Отчёт |
| --------------------------------------------------------------------------------------------------- | ----- | --- | ----- | ----- |
| |       | |       |       |
| |       | |       |       |
| |       | |       |       |
| Бакун (19) Бережко (13) Маркин (12) Остапенко (9) Щербинин (8) Антипкин (6) Круглов (5) Гранкин (3) |       | Павлов (17) Савин (13) Дивиш (12) Куркаев (8) Самойленко (8) Белогорцев (1) К.Шоджи (0) Червяков (0) Лукьяненко (0) Э.Шоджи (л) Голубев (л) |       |       |
| |       | |       |       |
| |       | |       |       |
| |       | |       |       |
| |       | |       |       |
| |       | |       |       |

Время матча - 2:00 (28+34+32+26).
Набранные очки - 102:91 (атака - 60:47, блок - 7:10, подача - 8:2, ошибки соперника - 27:32)

### 17 тур
| 28 января 2017 года отчёт 19:00 MSK | Белогорье | 3 : 0 (32:30, 34:32, 25:23) | Локомотив | Дворец спорта «Космос», Белгород |

| Отчёт                                                                                   | Отчёт | Отчёт | Отчёт | Отчёт |
| --------------------------------------------------------------------------------------- | ----- | --- | ----- | ----- |
|                                                                                         |       | |       |       |
|                                                                                         |       | |       |       |
|                                                                                         |       | |       |       |
| Жигалов (23) Мусэрский (15) Тетюхин (10) Смоляр (8) Ерещенко (7) Данилов (4) Марлон (2) |       | Савин (19) Павлов (16) Куркаев (9) Дивиш (7) Самойленко (6) Ерёмин (2) Баннов (0) Тарасов (0) К.Шоджи (0) Лукьяненко (0) Э.Шоджи (л) Голубев (л) |       |       |
|                                                                                         |       | |       |       |
|                                                                                         |       | |       |       |
|                                                                                         |       | |       |       |
|                                                                                         |       | |       |       |
|                                                                                         |       | |       |       |

Время матча - 1:44 (35+39+30).
Набранные очки - 91:85 (атака - 57:48, блок - 7:8, подача - 5:3, ошибки соперника - 22:26)

### 18 тур
| 5 февраля 2017 года отчёт 14:30 MSK | Локомотив | 3 : 1 (25:23, 25:23, 23:25, 25:22) | Югра | СКК «Север», Новосибирск |

| Отчёт | Отчёт | Отчёт                                                                                     | Отчёт | Отчёт |
| --- | ----- | ----------------------------------------------------------------------------------------- | ----- | ----- |
| |       |                                                                                           |       |       |
| |       |                                                                                           |       |       |
| |       |                                                                                           |       |       |
| Савин (25) Куркаев (17) Павлов (10) Червяков (9) Дивиш (7) Ерёмин (2) Баннов (2) Тарасов (0) К.Шоджи (0) Лукьяненко (0) Э.Шоджи (л) |       | Аскеров (22) Родичев (13) Сафонов (12) Крсманович (10) Семышев (3) Брджович (3) Урсов (1) |       |       |
| |       |                                                                                           |       |       |
| |       |                                                                                           |       |       |
| |       |                                                                                           |       |       |
| |       |                                                                                           |       |       |
| |       |                                                                                           |       |       |

Время матча - 2:04 (31+33+31+29).
Набранные очки - 98:93 (атака - 56:47, блок - 13:14, подача - 3:3, ошибки соперника - 26:29)

### 19 тур
| 11 февраля 2017 года отчёт 16:00 MSK | Самотлор | 0 : 3 (21:25, 21:25, 13:25) | Локомотив | Зал международных встреч, Нижневартовск |

| Отчёт                                                                          | Отчёт | Отчёт | Отчёт | Отчёт |
| ------------------------------------------------------------------------------ | ----- | --- | ----- | ----- |
|                                                                                |       | |       |       |
|                                                                                |       | |       |       |
|                                                                                |       | |       |       |
| Титич (13) Чивель (6) Максимов(6) Рохин (4) Крикун (2) Чепура (2) Платонов (1) |       | Куркаев (13) Павлов (12) Савин (11) Дивиш (7) Самойленко (7) К.Шоджи (4) Тарасов (2) Ерёмин (0) Баннов (0) Лукьяненко (0) Э.Шоджи (л) |       |       |
|                                                                                |       | |       |       |
|                                                                                |       | |       |       |
|                                                                                |       | |       |       |
|                                                                                |       | |       |       |
|                                                                                |       | |       |       |

Время матча - 1:17 (26+29+22).
Набранные очки - 55:75 (атака - 30:37, блок - 2:10, подача - 2:9, ошибки соперника - 21:20)

### 20 тур
| 19 февраля 2017 года отчёт 14:30 MSK | Локомотив | 3 : 0 (25:22, 25:19, 25:16) | Нефтяник | СКК «Север», Новосибирск |

| Отчёт | Отчёт | Отчёт | Отчёт | Отчёт |
| --- | ----- | --- | ----- | ----- |
| |       | |       |       |
| |       | |       |       |
| |       | |       |       |
| Дивиш (12) Павлов (11) Куркаев (11) Савин (7) Баннов (6) Самойленко (6) Тарасов (3) Белогорцев (2) Лукьяненко (1) К.Шоджи (0) Э.Шоджи (л) |       | Климов (15) Бестужев (7) Авдеев (4) Тимофеев (4) Анойкин (3) Поляков (2) Козлов (2) Иванов (2) Егоров (1) |       |       |
| |       | |       |       |
| |       | |       |       |
| |       | |       |       |
| |       | |       |       |
| |       | |       |       |

Время матча - 1:20 (31+25+24).
Набранные очки - 75:57 (атака - 31:31, блок - 16:8, подача - 12:1, ошибки соперника - 16:17)

### 21 тур
| 25 февраля 2017 года отчёт 17:00 MSK | Зенит | 3 : 0 (25:23, 25:13, 25:21) | Локомотив | Центр волейбола «Санкт-Петербург», Казань |

| Отчёт | Отчёт | Отчёт | Отчёт | Отчёт |
| --- | ----- | --- | ----- | ----- |
| |       | |       |       |
| |       | |       |       |
| |       | |       |       |
| Михайлов (18) Леон (12) Вольвич (8) Андерсон (6) Ащев (2) Гуцалюк (2) Земченок (2) Бутько (1) Сивожелез (1) Кобзарь (1) |       | Савин (12) Павлов (11) Куркаев (7) Самойленко (6) Дивиш (2) Баннов (1) Тарасов (1) Белогорцев (1) Еремин (1) К.Шоджи (0) Лукьяненко (0) Голубев (л) Э.Шоджи (л) |       |       |
| |       | |       |       |
| |       | |       |       |
| |       | |       |       |
| |       | |       |       |
| |       | |       |       |

Время матча - 1:16 (27+22+27).
Набранные очки - 75:57 (атака - 48:37, блок - 3:5, подача - 2:0, ошибки соперника - 22:15)

### 22 тур
| 5 марта 2017 года отчёт 13:30 MSK | Локомотив | 3 : 0 (25:19, 25:20, 25:18) | Урал | СКК «Север», Новосибирск |

| Отчёт | Отчёт | Отчёт | Отчёт | Отчёт |
| --- | ----- | --- | ----- | ----- |
| |       | |       |       |
| |       | |       |       |
| |       | |       |       |
| Савин (16) Павлов (12) Дивиш (8) Куркаев (7) К.Шоджи (6) Червяков (4) Баннов (1) Еремин (0) Лукьяненко (0) Голубев (л) Э.Шоджи (л) |       | Феоктистов (10) Шипотько (5) Мороз (5) Куцмус (5) Ковалев (4) Колесник (4) Абросимов (4) Рыбаков (3) Ханипов (2) Крицкий (2) |       |       |
| |       | |       |       |
| |       | |       |       |
| |       | |       |       |
| |       | |       |       |
| |       | |       |       |

Время матча - 1:23 (27+29+27).
Набранные очки - 75:57 (атака - 40:40, блок - 9:2, подача - 5:2, ошибки соперника - 21:13)

### 23 тур
| 11 марта 2017 года отчёт 17:00 MSK | Динамо (Кр) | 2 : 3 (24:26, 21:25, 25:21, 25:22, 12:15) | Локомотив | Дворец спорта «Олимп», Краснодар |

| Отчёт                                                                                 | Отчёт | Отчёт | Отчёт | Отчёт |
| ------------------------------------------------------------------------------------- | ----- | --- | ----- | ----- |
|                                                                                       |       | |       |       |
|                                                                                       |       | |       |       |
|                                                                                       |       | |       |       |
| Гливенко (24) Бурцев (14) Дубровин (11) Кузнецов (7) Куликов (6) Зубков (5) Жлоба (3) |       | Савин (23) Павлов (21) Самойленко (15) Куркаев (9) Дивиш (7) Лукьяненко (3) К.Шоджи (2) Еремин (1) Тарасов (0) Червяков (0) Голубев (л) Э.Шоджи (л) |       |       |
|                                                                                       |       | |       |       |
|                                                                                       |       | |       |       |
|                                                                                       |       | |       |       |
|                                                                                       |       | |       |       |
|                                                                                       |       | |       |       |

Время матча - 1:59 (28+26+25+23+17).
Набранные очки - 107:109 (атака - 51:58, блок - 9:14, подача - 10:8, ошибки соперника - 37:28)

### 24 тур
| 18 марта 2017 года отчёт 13:30 MSK | Локомотив | 3 : 0 (25:15, 25:18, 25:23) | Динамо (Ло) | СКК «Север», Новосибирск |

| Отчёт | Отчёт | Отчёт                                                                                        | Отчёт | Отчёт |
| --- | ----- | -------------------------------------------------------------------------------------------- | ----- | ----- |
| |       |                                                                                              |       |       |
| |       |                                                                                              |       |       |
| |       |                                                                                              |       |       |
| Савин (15) Дивиш (13) Куркаев (8) Самойленко (5) К.Шоджи (5) Тарасов (4) Баннов (0) Еремин (0) Голубев (л) Э.Шоджи (л) |       | Тюрин (10) Петров (7) Плужников (6) Ткачев (4) Фоменко (4) Ковалев (3) Пурин (1) Тисевич (1) |       |       |
| |       |                                                                                              |       |       |
| |       |                                                                                              |       |       |
| |       |                                                                                              |       |       |
| |       |                                                                                              |       |       |
| |       |                                                                                              |       |       |

### 25 тур
| 25 марта 2017 года отчёт 16:00 MSK | НОВА | 2 : 3 (20:25, 25:17, 25:23, 23:25, 15:17) | Локомотив | ФОК «Октан», Новокуйбышевск |

| Отчёт                                                                                         | Отчёт | Отчёт | Отчёт | Отчёт |
| --------------------------------------------------------------------------------------------- | ----- | --- | ----- | ----- |
|                                                                                               |       | |       |       |
|                                                                                               |       | |       |       |
|                                                                                               |       | |       |       |
| Макаренко (26) Воронков (23) Бусел (13) Съемщиков (11) Крикун (6) Авдоченко (1) Стрильчук (1) |       | Савин (22) Дивиш (16) Куркаев (13) Самойленко (7) Тарасов (7) Баннов (5) К.Шоджи (2) Еремин (1) Лукьяненко (0) Голубев (л) Э.Шоджи (л) |       |       |
|                                                                                               |       | |       |       |
|                                                                                               |       | |       |       |
|                                                                                               |       | |       |       |
|                                                                                               |       | |       |       |
|                                                                                               |       | |       |       |

Время матча - 2:15 (27+26+30+30+22).
Набранные очки - 108:107 (атака - 66:56, блок - 7:13, подача - 8:4, ошибки соперника - 27:34)

### 26 тур
| 8 апреля 2017 года отчёт 13:30 MSK | Локомотив | 0 : 3 (17:25, 18:25, 21:25) | Енисей | СКК «Север», Новосибирск |

| Отчёт | Отчёт | Отчёт                                                                             | Отчёт | Отчёт |
| --- | ----- | --------------------------------------------------------------------------------- | ----- | ----- |
| |       |                                                                                   |       |       |
| |       |                                                                                   |       |       |
| |       |                                                                                   |       |       |
| Еремин (12) Червяков (6) Савин (6) Дивиш (6) Баннов (5) Белогорцев (4) Тарасов (2) Лукьяненко (1) К.Шоджи (0) Голубев (л) Э.Шоджи (л) |       | Спиридонов (19) Мысин (13) Кривец (8) Леонтьев (7) Диас Карменате (3) Панычев (2) |       |       |
| |       |                                                                                   |       |       |
| |       |                                                                                   |       |       |
| |       |                                                                                   |       |       |
| |       |                                                                                   |       |       |
| |       |                                                                                   |       |       |

Время матча - 1:25 (29+27+29).
Набранные очки - 56:75 (атака - 31:44, блок - 7:4, подача - 4:4, ошибки соперника - 14:23)

#### Движение команды по турам
| 4 |

| 2 |

| 2 |

| 2 |

| 1 |

| 1 |

| 2 |

| 2 |

| 2 |

| 2 |

| 3 |

| 3 |

| 3 |

| 3 |

| 3 |

| 3 |

| 3 |

| 3 |

| 3 |

| 3 |

| 3 |

| 3 |

| 3 |

| 3 |

| 3 |

| 3 |

| Суперлига | Место в таблице |

| Суперлига | Место в таблице |

### Турнирная таблица
|                                     | И  | В  | П  | 3:0 | 3:1 | 3:2 | 2:3 | 1:3 | 0:3 | Н | С/П   | О  |
| ----------------------------------- | -- | -- | -- | --- | --- | --- | --- | --- | --- | - | ----- | -- |
| 1. «Зенит» (Казань)                 | 26 | 26 | 0  | 19  | 4   | 3   | 0   | 0   | 0   | 0 | 78:10 | 75 |
| 2. «Динамо» (Москва)                | 26 | 22 | 4  | 7   | 14  | 1   | 0   | 3   | 1   | 0 | 69:28 | 65 |
| 3. «Локомотив» (Новосибирск)        | 26 | 20 | 6  | 8   | 5   | 7   | 0   | 2   | 4   | 0 | 62:37 | 53 |
| 4. «Белогорье» (Белгород)           | 26 | 19 | 7  | 11  | 6   | 2   | 3   | 3   | 1   | 0 | 66:31 | 58 |
| 5. «Кузбасс» (Кемерово)             | 26 | 16 | 10 | 5   | 10  | 1   | 2   | 4   | 4   | 0 | 56:42 | 49 |
| 6. «Факел» (Новый Уренгой)          | 26 | 15 | 11 | 7   | 2   | 6   | 2   | 4   | 5   | 0 | 53:47 | 41 |
| 7. «Урал» (Уфа)                     | 26 | 13 | 13 | 4   | 6   | 3   | 3   | 2   | 8   | 0 | 47:51 | 39 |
| 8. «Газпром-Югра» (Сургут)          | 26 | 11 | 15 | 3   | 5   | 3   | 5   | 7   | 3   | 0 | 50:56 | 35 |
| 9. «Енисей» (Красноярск)            | 26 | 10 | 16 | 7   | 2   | 1   | 6   | 4   | 6   | 0 | 46:52 | 35 |
| 10. НОВА (Новокуйбышевск)           | 26 | 9  | 17 | 2   | 2   | 5   | 4   | 5   | 8   | 0 | 40:63 | 26 |
| 11. «Югра-Самотлор» (Нижневартовск) | 26 | 8  | 18 | 1   | 3   | 4   | 3   | 9   | 6   | 0 | 39:65 | 23 |
| 12. «Динамо-ЛО» (Сосновый Бор)      | 26 | 8  | 18 | 2   | 3   | 3   | 1   | 8   | 9   | 0 | 34:63 | 22 |
| 13. «Динамо» (Краснодар)            | 26 | 3  | 23 | 1   | 1   | 1   | 4   | 6   | 12  | 1 | 23:72 | 11 |
| 14. «Нефтяник» (Оренбург)           | 26 | 2  | 24 | 1   | 0   | 1   | 8   | 6   | 10  | 0 | 28:74 | 13 |

 Выход в «Финал шести»
 Выход в первый раунд плей-офф
 Участие в переходном турнире
 Вылет в высшую лигу «А»

### 1/4 финала
| 20 апреля 2017 года отчёт 15:00 MSK | Локомотив | 3 : 1 (25:17, 19:25, 25:19, 25:15) | НОВА | СКК «Север», Новосибирск |

| Отчёт | Отчёт | Отчёт                                                                                                  | Отчёт | Отчёт |
| --- | ----- | --- | ----- | ----- |
| |       | |       |       |
| |       | |       |       |
| |       | |       |       |
| Савин (15) Павлов (15) Дивиш (14) Самойленко (11) Куркаев (10) Баннов (2) Еремин (2) К.Шоджи (1) Лукьяненко (0) Э.Шоджи (л) |       | Макаренко (13) Съемщиков (9) Авдоченко (8) Воронков (6) Бусел (5) Алексеев (3) Крикун (1) Болдырев (1) |       |       |
| |       | |       |       |
| |       | |       |       |
| |       | |       |       |
| |       | |       |       |
| |       | |       |       |

Время матча - 1:45 (25+29+27+24).
Набранные очки - 94:76 (атака - 51:41, блок - 10:2, подача - 9:4, ошибки соперника - 24:30)
| 23 апреля 2017 года отчёт 16:00 MSK | НОВА | 1 : 3 (26:24, 14:25, 20:25, 18:25) | Локомотив | ФОК «Октан», Новокуйбышевск |

| Отчёт                                                                                                 | Отчёт | Отчёт | Отчёт | Отчёт |
| --- | ----- | --- | ----- | ----- |
| |       | |       |       |
| |       | |       |       |
| |       | |       |       |
| Воронков (15) Алексеев (13) Макаренко (9) Съемщиков (8) Бусел (7) Крикун (1) Зайцев (1) Стрильчук (1) |       | Савин (22) Павлов (16) Дивиш (15) Куркаев (11) Самойленко (10) К.Шоджи (2) Э.Шоджи (1) Баннов (0) Еремин (0) Червяков (0) |       |       |
| |       | |       |       |
| |       | |       |       |
| |       | |       |       |
| |       | |       |       |
| |       | |       |       |

Время матча - 1:47 (31+22+26+28).
Набранные очки - 78:99 (атака - 41:59, блок - 9:9, подача - 5:9, ошибки соперника - 23:22)

### Финал шести

#### Группа А
| 6 мая 2017 года отчёт 16:00 MSK | Локомотив | 3 : 1 (29:31, 25:17, 25:14, 25:22) | Югра | ДС «Динамо», Москва |

| Отчёт | Отчёт | Отчёт                                                                                    | Отчёт | Отчёт |
| --- | ----- | ---------------------------------------------------------------------------------------- | ----- | ----- |
| |       |                                                                                          |       |       |
| |       |                                                                                          |       |       |
| |       |                                                                                          |       |       |
| Савин (24) Куркаев (17) Павлов (14) Дивиш (9) Самойленко (8) К.Шоджи (3) Баннов (1) Лукьяненко (1) Тарасов (0) Еремин (0) Э.Шоджи (л) Голубев (л) |       | Чефранов (15) Семышев (11) Крсманович (9) Урсов (9) Сафонов (9) Брджович (2) Аскеров (2) |       |       |
| |       |                                                                                          |       |       |
| |       |                                                                                          |       |       |
| |       |                                                                                          |       |       |
| |       |                                                                                          |       |       |
| |       |                                                                                          |       |       |

Время матча - 1:53 (37+25+23+28).
Набранные очки - 104:84 (атака - 60:42, блок - 10:11, подача - 7:4, ошибки соперника - 27:27)
| 7 мая 2017 года отчёт 16:00 MSK | Зенит | 3 : 2 (20:25, 21:25, 25:16, 25:22, 19:17) | Локомотив | ДС «Динамо», Москва |

| Отчёт                                                                              | Отчёт | Отчёт | Отчёт | Отчёт |
| ---------------------------------------------------------------------------------- | ----- | --- | ----- | ----- |
|                                                                                    |       | |       |       |
|                                                                                    |       | |       |       |
|                                                                                    |       | |       |       |
| Михайлов (21) Леон (21) Андерсон (17) Ащев (11) Вольвич (7) Кобзарь (2) Бутько (1) |       | Савин (19) Куркаев (14) Тарасов (10) Баннов (8) Самойленко (7) Дивиш (4) Еремин (4) Червяков (4) К.Шоджи (1) Лукьяненко (0) Э.Шоджи (л) Голубев (л) |       |       |
|                                                                                    |       | |       |       |
|                                                                                    |       | |       |       |
|                                                                                    |       | |       |       |
|                                                                                    |       | |       |       |
|                                                                                    |       | |       |       |

Время матча - 2:08 (27+26+24+29+22).
Набранные очки - 104:84 (атака - 53:51, блок - 14:13, подача - 13:7, ошибки соперника - 30:34)
|                   | И | В | П | 3:0 | 3:1 | 3:2 | 2:3 | 1:3 | 0:3 | С/П | О |
| ----------------- | - | - | - | --- | --- | --- | --- | --- | --- | --- | - |
| 1. «Зенит»        | 2 | 2 | 0 | 1   | 0   | 1   | 0   | 0   | 0   | 6:2 | 5 |
| 2. «Локомотив»    | 2 | 1 | 1 | 0   | 1   | 0   | 1   | 0   | 0   | 5:4 | 4 |
| 3. «Газпром-Югра» | 2 | 0 | 2 | 0   | 0   | 0   | 0   | 1   | 1   | 1:6 | 0 |

#### Полуфинал
| 10 мая 2017 года отчёт 19:00 MSK | Динамо (М) | 3 : 0 (25:23, 25:22, 25:23) | Локомотив | ДС «Динамо», Москва |

| Отчёт                                                                                               | Отчёт | Отчёт | Отчёт | Отчёт |
| --------------------------------------------------------------------------------------------------- | ----- | --- | ----- | ----- |
| |       | |       |       |
| |       | |       |       |
| |       | |       |       |
| Бережко (14) Маркин (13) Круглов (11) Щербинин (8) Остапенко (5) Бакун (3) Гранкин (3) Филиппов (1) |       | Савин (10) Павлов (10) Куркаев (9) Дивиш (9) К.Шоджи (4) Самойленко (2) Еремин (1) Тарасов (1) Баннов (0) Лукьяненко (0) Э.Шоджи (л) Голубев (л) |       |       |
| |       | |       |       |
| |       | |       |       |
| |       | |       |       |
| |       | |       |       |
| |       | |       |       |

Время матча - 1:42 (34+33+35).
Набранные очки - 75:68 (атака - 44:31, блок - 5:11, подача - 9:4, ошибки соперника - 17:22)

#### Матч за 3-е место
| 11 мая 2017 года отчёт 16:00 MSK | Белогорье | 0 : 3 (29:31, 22:25, 10:25) | Локомотив | ДС «Динамо», Москва |

| Отчёт                                                                                     | Отчёт | Отчёт | Отчёт | Отчёт |
| ----------------------------------------------------------------------------------------- | ----- | --- | ----- | ----- |
|                                                                                           |       | |       |       |
|                                                                                           |       | |       |       |
|                                                                                           |       | |       |       |
| Данилов (13) Мусэрский (12) Смоляр (6) Тетюхин (4) Ерещенко (4) Подлесных (3) Сафонов (2) |       | Дивиш (19) Савин (17) Павлов (8) Куркаев (7) К.Шоджи (5) Самойленко (4) Ерёмин (0) Э.Шоджи (л) Голубев (л) |       |       |
|                                                                                           |       | |       |       |
|                                                                                           |       | |       |       |
|                                                                                           |       | |       |       |
|                                                                                           |       | |       |       |
|                                                                                           |       | |       |       |

Время матча - 1:28 (36+30+22).
Набранные очки - 61:81 (атака - 33:40, блок - 5:12, подача - 6:8, ошибки соперника - 17:21)

## Кубок России

### Предварительный этап
| 7 сентября 2016 года отчёт 16:00MSK | Локомотив | 3 : 0 (25:19, 25:17, 25:19) | Локомотив-Изумруд | Дворец спорта имени Али Алиева, Каспийск |

| Отчёт                                                                                                 | Отчёт | Отчёт                                                                            | Отчёт | Отчёт |
| --- | ----- | -------------------------------------------------------------------------------- | ----- | ----- |
| |       |                                                                                  |       |       |
| |       |                                                                                  |       |       |
| |       |                                                                                  |       |       |
| Павлов (20) Дивиш (12) Ерёмин (11) Червяков (7) Самойленко (7) Лукьяненко (2) Тарасов (1) Голубев (л) |       | Швалев (15) Костыленко (8) Красноперов (8) Пархомчук (3) Ананьев (3) Малышев (1) |       |       |
| |       |                                                                                  |       |       |
| |       |                                                                                  |       |       |
| |       |                                                                                  |       |       |
| |       |                                                                                  |       |       |
| |       |                                                                                  |       |       |

| 8 сентября 2016 года отчёт 16:00MSK | Локомотив | 3 : 0 (25:17, 25:18, 25:17) | Факел | Дворец спорта имени Али Алиева, Каспийск |

| Отчёт | Отчёт | Отчёт | Отчёт | Отчёт |
| --- | ----- | --- | ----- | ----- |
| |       | |       |       |
| |       | |       |       |
| |       | |       |       |
| Павлов (19) Савин (11) Дивиш (10) Белогорцев (9) Самойленко (7) Лукьяненко (1) Тарасов (1) Ерёмин (0) Петрушов (л) Голубев (л) |       | Пирайнен (12) Лихошерстов (7) Бондаренко (4) Власов (3) Яковлев (3) Евсеев (2) Безруков (2) Иванников (1) Минеев (1) |       |       |
| |       | |       |       |
| |       | |       |       |
| |       | |       |       |
| |       | |       |       |
| |       | |       |       |

| 10 сентября 2016 года отчёт 17:15MSK | Локомотив | 3 : 1 (23:25, 25:23, 25:20, 25:17) | Дагестан | Дворец спорта имени Али Алиева, Каспийск |

| Отчёт | Отчёт | Отчёт                                                                                      | Отчёт | Отчёт |
| --- | ----- | ------------------------------------------------------------------------------------------ | ----- | ----- |
| |       |                                                                                            |       |       |
| |       |                                                                                            |       |       |
| |       |                                                                                            |       |       |
| Тарасов (24) Савин (18) Ерёмин (13) Белогорцев (9) Червяков (8) Лукьяненко (4) Дивиш (0) Павлов (0) Самойленко (0) Петрушов (л) |       | Васильев (16) Никишин (11) Паразов (11) Казачков (8) Джаватханов (6) Шестак (5) Багрей (1) |       |       |
| |       |                                                                                            |       |       |
| |       |                                                                                            |       |       |
| |       |                                                                                            |       |       |
| |       |                                                                                            |       |       |
| |       |                                                                                            |       |       |

| 18 сентября 2016 года отчёт 15:00MSK | Локомотив | 3 : 0 (25:21, 25:8, 27:25) | Локомотив-Изумруд | СКК «Север», Новосибирск |

| Отчёт | Отчёт | Отчёт                                                                            | Отчёт | Отчёт |
| --- | ----- | -------------------------------------------------------------------------------- | ----- | ----- |
| |       |                                                                                  |       |       |
| |       |                                                                                  |       |       |
| |       |                                                                                  |       |       |
| Савин (16) Дивиш (15) Павлов (13) Самойленко (8) К.Шоджи (5) Белогорцев (2) Тарасов (0) Ерёмин (0) Голубев (л) |       | Костыленко (11) Красноперов (8) Пархомчук (7) Швалев (4) Бабешин (2) Ананьев (2) |       |       |
| |       |                                                                                  |       |       |
| |       |                                                                                  |       |       |
| |       |                                                                                  |       |       |
| |       |                                                                                  |       |       |
| |       |                                                                                  |       |       |

| 19 сентября 2016 года отчёт 15:00MSK | Локомотив | 3 : 2 (30:28, 25:27, 25:12, 15:25, 15:11) | Факел | СКК «Север», Новосибирск |

| Отчёт | Отчёт | Отчёт | Отчёт | Отчёт |
| --- | ----- | --- | ----- | ----- |
| |       | |       |       |
| |       | |       |       |
| |       | |       |       |
| Дивиш (23) Павлов (19) Ерёмин (7) Самойленко (6) Белогорцев (6) К.Шоджи (5) Савин (5) Червяков (2) Лукьяненко (2) Баннов (0) Тарасов (0) Петрушов (л) Голубев (л) |       | Клюка (16) Пирайнен (15) Лихошерстов (14) Волков (12) Власов (7) Бондаренко (4) Безруков (4) Колодинский (3) Яковлев (1) Минеев (1) |       |       |
| |       | |       |       |
| |       | |       |       |
| |       | |       |       |
| |       | |       |       |
| |       | |       |       |

| 20 сентября 2016 года отчёт 15:00MSK | Локомотив | 3 : 0 (25:20, 25:14, 25:22) | Дагестан | СКК «Север», Новосибирск |

| Отчёт                                                                                              | Отчёт | Отчёт                                                                        | Отчёт | Отчёт |
| -------------------------------------------------------------------------------------------------- | ----- | ---------------------------------------------------------------------------- | ----- | ----- |
| |       |                                                                              |       |       |
| |       |                                                                              |       |       |
| |       |                                                                              |       |       |
| Тарасов (18) Ерёмин (10) Червяков (7) Белогорцев (6) Савин (6) Баннов (4) К.Шоджи (3) Петрушов (л) |       | Васильев (8) Никишин (6) Шестак (6) Казачков (5) Джаватханов (5) Паразов (4) |       |       |
| |       |                                                                              |       |       |
| |       |                                                                              |       |       |
| |       |                                                                              |       |       |
| |       |                                                                              |       |       |
| |       |                                                                              |       |       |

|                                       | 1        | 2        | 3        | 4        | В     | П     | С/П   | О  |
| ------------------------------------- | -------- | -------- | -------- | -------- | ----- | ----- | ----- | -- |
| 1. «Локомотив»                        |          | 3:0, 3:0 | 3:0, 3:2 | 3:1, 3:0 | 6 (1) | 0 (0) | 18:3  | 17 |
| 2. «Локомотив-Изумруд» (Екатеринбург) | 0:3, 0:3 |          | 3:0, 0:3 | 3:0, 3:0 | 3 (0) | 3 (0) | 9:9   | 9  |
| 3. «Факел» (Новый Уренгой)            | 0:3, 2:3 | 0:3, 3:0 |          | 3:2, 3:0 | 3 (1) | 3 (1) | 11:11 | 9  |
| 4. «Дагестан» (Махачкала)             | 1:3, 0:3 | 0:3, 0:3 | 2:3, 0:3 |          | 0 (0) | 6 (1) | 3:18  | 1  |

### Полуфинальный этап
| 7 октября 2016 года отчёт 16:00 MSK | Локомотив | 2 : 3 (21:25, 25:18, 20:25, 25:11, 9:15) | Динамо (Ло) | СКК «Север», Новосибирск |

| Отчёт | Отчёт | Отчёт                                                                              | Отчёт | Отчёт |
| --- | ----- | ---------------------------------------------------------------------------------- | ----- | ----- |
| |       |                                                                                    |       |       |
| |       |                                                                                    |       |       |
| |       |                                                                                    |       |       |
| Савин (12) Дивиш (12) Тарасов (10) Куркаев (9) Самойленко (9) Лукьяненко (6) Павлов (5) Ерёмин (4) Червяков (1) Э.Шоджи (л) |       | Ботин (18) Тюрин (16) Пурин (14) Ткачев (11) Морозов (9) Тисевич (2) Плужников (1) |       |       |
| |       |                                                                                    |       |       |
| |       |                                                                                    |       |       |
| |       |                                                                                    |       |       |
| |       |                                                                                    |       |       |
| |       |                                                                                    |       |       |

Время матча - 1:51 (28+23+26+20+14).
Набранные очки - 100:94 (атака - 47:42, блок - 14:9, подача - 7:8, ошибки соперника - 32:23).
| 8 октября 2016 года отчёт 16:00MSK | Локомотив | 1 : 3 (25:18, 18:25, 23:25, 21:25) | Факел | СКК «Север», Новосибирск |

| Отчёт | Отчёт | Отчёт                                                          | Отчёт | Отчёт |
| --- | ----- | -------------------------------------------------------------- | ----- | ----- |
| |       |                                                                |       |       |
| |       |                                                                |       |       |
| |       |                                                                |       |       |
| Павлов (12) Дивиш (9) Ерёмин (8) Савин (8) Тарасов (5) Самойленко (4) Куркаев (4) Червяков (3) Белогорцев (2) К.Шоджи (1) Лукьяненко (1) Э.Шоджи (л) Голубев (л) |       | Волков (16) Клюка (15) Пирайнен (9) Власов (9) Лихошерстов (8) |       |       |
| |       |                                                                |       |       |
| |       |                                                                |       |       |
| |       |                                                                |       |       |
| |       |                                                                |       |       |
| |       |                                                                |       |       |

Время матча - 1:48 (26+24+29+29).
Набранные очки - 87:93 (атака - 44:39, блок - 5:8, подача - 8:10, ошибки соперника - 30:36).
| 9 октября 2016 года отчёт 16:00MSK | Локомотив | 3 : 0 (28:26, 25:19, 25:21) | Локомотив-Изумруд | СКК «Север», Новосибирск |

| Отчёт | Отчёт | Отчёт | Отчёт | Отчёт |
| --- | ----- | --- | ----- | ----- |
| |       | |       |       |
| |       | |       |       |
| |       | |       |       |
| Савин (15) Куркаев (12) Павлов (10) Дивиш (8) Белогорцев (7) К.Шоджи (1) Лукьяненко (0) Ерёмин (0) Голубев (л) |       | Красноперов (13) Костыленко (10) Пархомчук (8) Ананьев (5) Соболев (5) Швалев (5) Бабешин (1) Ахаминов (1) |       |       |
| |       | |       |       |
| |       | |       |       |
| |       | |       |       |
| |       | |       |       |
| |       | |       |       |

Время матча - 1:24 (31+26+27).
Набранные очки - 78:66 (атака - 39:36, блок - 10:7, подача - 4:6, ошибки соперника - 25:17).
|                                       | 1   | 2   | 3   | 4   | В (3:2) | П (2:3) | С/П | О |
| ------------------------------------- | --- | --- | --- | --- | ------- | ------- | --- | - |
| 1. «Факел» (Новый Уренгой)            |     | 3:1 | 3:2 | 3:0 | 3 (1)   | 0 (0)   | 9:3 | 8 |
| 2. «Локомотив»*                       | 1:3 |     | 2:3 | 3:0 | 1 (0)   | 2 (1)   | 6:6 | 4 |
| 3. «Динамо-ЛО» (Сосновый Бор)         | 2:3 | 3:2 |     | 1:3 | 1 (1)   | 2 (1)   | 6:8 | 3 |
| 4. «Локомотив-Изумруд» (Екатеринбург) | 0:3 | 0:3 | 3:1 |     | 1 (0)   | 2 (1)   | 3:7 | 3 |

* - Всероссийская федерации волейбола предоставила «Локомотиву» «Wild card» для участия в «Финале шести» Кубка России

### Финальный этап

#### Группа А
| 12 декабря 2016 года отчёт 14:00 MSK | Факел | 0 : 3 (15:25, 23:25, 25:27) | Локомотив | «Премьер-Арена», Сургут |

| Отчёт                                                                          | Отчёт | Отчёт | Отчёт | Отчёт |
| ------------------------------------------------------------------------------ | ----- | --- | ----- | ----- |
|                                                                                |       | |       |       |
|                                                                                |       | |       |       |
|                                                                                |       | |       |       |
| Богдан (10) Пирайнен (9) Клюка (8) Лихошерстов (7) Яковлев (5) Колодинский (2) |       | Савин (19) Павлов (11) Дивиш (7) Куркаев (5) Баннов (5) Самойленко (4) К.Шоджи (2) Белогорцев (0) Еремин (0) Э.Шоджи (л) |       |       |
|                                                                                |       | |       |       |
|                                                                                |       | |       |       |
|                                                                                |       | |       |       |
|                                                                                |       | |       |       |
|                                                                                |       | |       |       |

Время матча - 1:22 (21+30+31).
Набранные очки - 63:77 (атака - 30:44, блок - 4:6, подача - 7:3, ошибки соперника - 22:24)
| 14 декабря 2016 года отчёт 14:00 MSK | Зенит | 3 : 0 (25:16, 25:19, 25:23) | Локомотив | «Премьер-Арена», Сургут |

| Отчёт | Отчёт | Отчёт | Отчёт | Отчёт |
| --- | ----- | --- | ----- | ----- |
| |       | |       |       |
| |       | |       |       |
| |       | |       |       |
| Земченок (12) Гуцалюк (7) Демаков (5) Вольвич (4) Кобзарь (4) Михайлов (4) Мельник (4) Сивожелез (3) Леон (2) Бутько (2) Андерсон (1) |       | Тарасов (9) Баннов (8) Савин (6) Дивиш (3) Павлов (3) Еремин (3) Самойленко (3) Белогорцев (2) К.Шоджи (1) Червяков (1) Лукьяненко (0) Куркаев (0) Э.Шоджи (л) Голубев (л) |       |       |
| |       | |       |       |
| |       | |       |       |
| |       | |       |       |
| |       | |       |       |
| |       | |       |       |

Время матча - 1:06 (21+22+23).
Набранные очки - 75:58 (атака - 32:31, блок - 10:3, подача - 6:5, ошибки соперника - 27:19)
|                              | 1   | 2   | 3   | И | В (3:2) | П (2:3) | С/П | О |
| ---------------------------- | --- | --- | --- | - | ------- | ------- | --- | - |
| 1. «Зенит» (Казань)          |     | 3:0 | 3:0 | 2 | 2 (0)   | 0 (0)   | 6:0 | 6 |
| 2. «Локомотив» (Новосибирск) | 0:3 |     | 3:0 | 2 | 1 (0)   | 1 (0)   | 3:3 | 3 |
| 3. «Факел» (Новый Уренгой)   | 0:3 | 0:3 |     | 2 | 0 (0)   | 2 (0)   | 0:6 | 0 |

#### Полуфинал
| 16 декабря 2016 года отчёт 14:00 MSK | Белогорье | 1 : 3 (30:32, 23:25, 25:23, 19:25) | Локомотив | «Премьер-Арена», Сургут |

| Отчёт | Отчёт | Отчёт | Отчёт | Отчёт |
| --- | ----- | --- | ----- | ----- |
| |       | |       |       |
| |       | |       |       |
| |       | |       |       |
| Жигалов (17) Мусэрский (17) Ерещенко (12) Подлесных (5) Хтей (5) Теременко (4) Данилов (3) Смоляр (1) Порошин (1) |       | Савин (27) Павлов (25) Куркаев (10) Дивиш (9) Самойленко (6) К.Шоджи (2) Тарасов (0) Баннов (0) Еремин (0) Э.Шоджи (л) Голубев (л) |       |       |
| |       | |       |       |
| |       | |       |       |
| |       | |       |       |
| |       | |       |       |
| |       | |       |       |

#### Финал
| №                            | Игрок                 | 1 | 2 | 3 | 4 | Очки          |
| ---------------------------- | --------------------- | - | - | - | - | ------------- |
| 1                            | Эрик Шоджи (л)        |   |   |   |   |               |
| 2                            | Лукаш Дивиш           |   |   |   |   | 14 (8, 2, 4)  |
| 3                            | Максим Белогорцев (л) |   |   |   |   |               |
| 4                            | Евгений Баннов        |   |   |   |   |               |
| 5                            | Вячеслав Тарасов      |   |   |   |   |               |
| 6                            | Николай Павлов        |   |   |   |   | 14 (12, 1, 1) |
| 7                            | Кавика Шоджи          |   |   |   |   |               |
| 8                            | Сергей Савин          |   |   |   |   | 12 (11, 0, 1) |
| 9                            | Станислав Ерёмин      |   |   |   |   |               |
| 10                           | Сергей Червяков       |   |   |   |   |               |
| 13                           | Алексей Самойленко    |   |   |   |   | 6 (3, 3, 0)   |
| 17                           | Валентин Голубев      |   |   |   |   |               |
| 18                           | Иван Лукьяненко       |   |   |   |   |               |
| 20                           | Ильяс Куркаев         |   |   |   |   | 13 (8, 2, 3)  |
| Тренер — Пламен Константинов |                       |   |   |   |   |               |

| ЛОК |                  | ЗЕН |
| 79  | Очки             | 96  |
| 42  | Атака            | 48  |
| 8   | Блок             | 8   |
| 9   | Подача           | 8   |
| 20  | Ошибки соперника | 32  |

| №                        | Игрок                | 1 | 2 | 3 | 4 | Очки          |
| ------------------------ | -------------------- | - | - | - | - | ------------- |
| 1                        | Мэттью Андерсон      |   |   |   |   | 19 (15, 1, 3) |
| 3                        | Валентин Кротков (л) |   |   |   |   |               |
| 4                        | Иван Демаков         |   |   |   |   |               |
| 6                        | Евгений Сивожелез    |   |   |   |   |               |
| 9                        | Вильфредо Леон       |   |   |   |   | 17 (15, 0, 2) |
| 10                       | Артём Вольвич        |   |   |   |   | 11 (4, 6, 1)  |
| 11                       | Андрей Ащев          |   |   |   |   | 1 (1, 0, 0)   |
| 12                       | Александр Бутько     |   |   |   |   | 2 (2, 0, 0)   |
| 13                       | Игорь Кобзарь        |   |   |   |   |               |
| 14                       | Александр Гуцалюк    |   |   |   |   |               |
| 15                       | Денис Земчёнок       |   |   |   |   |               |
| 16                       | Алексей Вербов (л)   |   |   |   |   |               |
| 18                       | Максим Михайлов      |   |   |   |   | 14 (11, 1, 2) |
| 19                       | Владимир Мельник     |   |   |   |   |               |
| Тренер — Владимир Алекно |                      |   |   |   |   |               |

## Кубок Сибири и Дальнего Востока
Финальный турнир Кубка Сибири и Дальнего Востока проходил в Новосибирске с 26 по 31 августа 2016 года, за почетный трофей боролось шесть команд. Обладателем Кубка в одиннадцатый раз стал «Локомотив». 

### Группа А
Локомотив — Енисей — 3 : 0 (25:16, 25:19, 25:20)
Локомотив — Университет — 3 : 2 (25:27, 25:19, 25:23, 25:27, 17:15)
|                | 1   | 2   | 3   | В (3:2) | П (2:3) | С/П | О |
| -------------- | --- | --- | --- | ------- | ------- | --- | - |
| 1. Локомотив   |     | 3:0 | 3:2 | 2 (1)   | 0 (0)   | 6:2 | 5 |
| 2. Енисей      | 0:3 |     | 3:0 | 1 (0)   | 1 (0)   | 3:3 | 3 |
| 3. Университет | 2:3 | 0:3 |     | 0 (0)   | 2 (1)   | 2:6 | 1 |

### 1/2 финала
Локомотив — Кузбасс — 3 : 1 (25:15, 23:25, 25:23, 25:19)

### ФИНАЛ
| 31 августа 2016 года 15:00MSK | Локомотив | 3 : 0 (25:21, 25:23, 25:23) | Югра-Самотлор | СКК «Север», Новосибирск |

| Отчёт | Отчёт | Отчёт | Отчёт | Отчёт |
| ----- | ----- | ----- | ----- | ----- |
|       |       |       |       |       |
|       |       |       |       |       |
|       |       |       |       |       |
|       |       |       |       |       |
|       |       |       |       |       |
|       |       |       |       |       |
|       |       |       |       |       |
|       |       |       |       |       |
|       |       |       |       |       |

## Состав
| №  | Имя                | Поз          | И  | Очк | Подача | Эф. приём | Атака | Блок | Ошиб | Примечание |
| -- | ------------------ | ------------ | -- | --- | ------ | --------- | ----- | ---- | ---- | ---------- |
| 1  | Эрик Шоджи         | Либеро       | 32 | 1   |        | 29%       |       | 1    | 27   |            |
| 2  | Лукаш Дивиш        | Доигровщик   | 32 | 313 | 35     | 18%       | 252   | 26   | 213  |            |
| 3  | Максим Белогорцев  | Блокирующий  | 8  | 10  | 1      |           | 5     | 4    | 13   |            |
| 4  | Евгений Баннов     | Доигровщик   | 22 | 37  | 2      |           | 28    | 7    | 21   |            |
| 5  | Вячеслав Тарасов   | Диагональный | 24 | 56  | 4      | 22%       | 45    | 7    | 23   |            |
| 6  | Николай Павлов     | Диагональный | 28 | 406 | 25     |           | 350   | 31   | 81   |            |
| 7  | Кавика Шоджи       | Связующий    | 32 | 62  | 26     |           | 15    | 21   | 51   |            |
| 8  | Сергей Савин       | Доигровщик   | 32 | 512 | 54     | 18%       | 416   | 42   | 233  |            |
| 9  | Станислав Еремин   | Доигровщик   | 27 | 51  | 12     | 18%       | 36    | 3    | 40   |            |
| 10 | Сергей Червяков    | Блокирующий  | 15 | 64  | 2      |           | 32    | 30   | 9    |            |
| 13 | Алексей Самойленко | Блокирующий  | 27 | 170 | 12     |           | 109   | 49   | 41   |            |
| 17 | Валентин Голубев   | Либеро       | 19 |     |        | 12%       |       |      | 2    |            |
| 18 | Иван Лукьяненко    | Связующий    | 28 | 18  | 8      |           | 1     | 9    | 42   |            |
| 20 | Ильяс Куркаев      | Блокирующий  | 30 | 330 | 23     | 13%       | 219   | 88   | 93   |            |

Генеральный директор — Роман Станиславов
Главный тренер —  Пламен Константинов
Тренеры —  Алессандро Пироли

## Локомотив-ЦИВС
Дублёры «Локомотива» выступают в Молодежной лиге чемпионата России.

### Предварительный этап
| Дата     | Место проведения | Команда противника | Счёт                                      |
| -------- | ---------------- | ------------------ | ----------------------------------------- |
| 27.09.16 | Казань           | Нова-2             | 3 : 0 (25:9, 25:20, 25:21)                |
| 28.09.16 | Казань           | Зенит-УОР          | 2 : 3 (25:23, 16:25, 25:21, 11:25, 4:15)  |
| 29.09.16 | Казань           | Нова-2             | 3 : 1 (25:16, 25:11, 16:25, 25:20)        |
| 30.09.16 | Казань           | Зенит-УОР          | 3 : 0 (25:13, 25:18, 25:19)               |
| 15.10.16 | Новосибирск      | Кузбасс-2          | 3 : 1 (20:25, 26:24, 25:21, 25:23)        |
| 16.10.16 | Новосибирск      | Кузбасс-2          | 3 : 0 (25:18, 25:16, 25:17)               |
| 31.10.16 | Кемерово         | Нефтяник-2         | 3 : 0 (25:17, 25:19, 25:14)               |
| 01.11.16 | Кемерово         | Беркуты Урала      | 1 : 3 (21:25, 20:25, 25:23, 15:25)        |
| 02.11.16 | Кемерово         | Нефтяник-2         | 3 : 0 (25:19, 25:21, 33:31)               |
| 03.11.16 | Кемерово         | Беркуты Урала      | 3 : 2 (25:27, 25:21, 18:25, 25:22, 16:14) |
| 17.11.16 | Анапа            | Динамо-КубГТУ      | 3 : 0 (25:18, 25:15, 25:19)               |
| 18.11.16 | Анапа            | Белогорье-2        | 3 : 0 (25:19, 25:18, 25:17)               |
| 19.11.16 | Анапа            | Динамо-КубГТУ      | 3 : 0 (25:11, 25:19, 25:22)               |
| 20.11.16 | Анапа            | Белогорье-2        | 3 : 0 (25:22, 25:23, 25:17)               |
| 13.12.16 | Новосибирск      | Енисей-2           | 2 : 3 (22:25, 20:25, 25:22, 25:17, 15:17) |
| 14.12.16 | Новосибирск      | Факел              | 3 : 0 (25:21, 25:20, 25:20)               |
| 15.12.16 | Новосибирск      | Енисей-2           | 3 : 2 (16:25, 23:25, 25:19, 25:22, 15:13) |
| 16.12.16 | Новосибирск      | Факел              | 1 : 3 (17:25, 26:24, 21:25, 24:26)        |
| 24.01.17 | Москва           | Динамо-2-ЛО        | 3 : 0 (25:19, 25:23, 25:13)               |
| 25.01.17 | Москва           | Динамо-Олимп       | 1 : 3 (19:25, 24:26, 32:30, 22:25)        |
| 26.01.17 | Москва           | Динамо-2-ЛО        | 3 : 0 (25:19, 25:23, 25:21)               |
| 27.01.17 | Москва           | Динамо-Олимп       | 3 : 2 (18:25, 18:25, 29:27, 25:22, 15:12) |
| 07.02.17 | Кемерово         | Университет        | 3 : 0 (25:10, 25:20, 25:18)               |
| 08.02.17 | Кемерово         | Звезда Югры        | 3 : 0 (25:21, 25:23, 27:25)               |
| 09.02.17 | Кемерово         | Университет        | 3 : 2 (25:16, 19:25, 25:23, 19:25, 15:13) |
| 10.02.17 | Кемерово         | Звезда Югры        | 3 : 1 (27:29, 25:11, 25:13, 26:24)        |

|                                           | И  | В (3:2) | П (2:3) | С/П   | О  |
| ----------------------------------------- | -- | ------- | ------- | ----- | -- |
| 1. «Динамо-Олимп» (Москва)                | 26 | 25 (4)  | 1 (1)   | 77:17 | 72 |
| 2. «Локомотив-ЦИВС» (Новосибирск)         | 26 | 21 (4)  | 5 (2)   | 70:26 | 61 |
| 3. «Енисей-2» (Красноярск)                | 26 | 19 (5)  | 7 (3)   | 63:36 | 55 |
| 4. «Зенит-УОР» (Казань)                   | 26 | 18 (4)  | 8 (3)   | 60:36 | 53 |
| 5. «Беркуты Урала» (Уфа)                  | 26 | 17 (1)  | 9 (4)   | 62:38 | 54 |
| 6. «Кузбасс-2» (Кемерово)                 | 26 | 17      | 9 (2)   | 58:32 | 53 |
| 7. «Белогорье-2» (Белгород)               | 26 | 13 (3)  | 13 (5)  | 52:49 | 41 |
| 8. «Звезда Югры» (Сургут)                 | 26 | 13 (2)  | 13 (2)  | 49:47 | 39 |
| 9. «Факел» (Новый Уренгой)                | 26 | 12 (3)  | 14 (1)  | 42:51 | 34 |
| 10. «Университет» (Нижневартовск)         | 26 | 8 (1)   | 18 (4)  | 37:57 | 27 |
| 11. «Нефтяник-2» (Оренбург)               | 26 | 7 (2)   | 19      | 25:62 | 19 |
| 12. «Нова-2» (Новокуйбышевск)             | 26 | 6 (1)   | 20 (2)  | 29:62 | 19 |
| 13. «Динамо-2-ЛО» (Ленинградская область) | 26 | 5 (2)   | 21 (3)  | 27:67 | 16 |
| 14. «Динамо-КубГТУ» (Краснодар)           | 26 | 1       | 25      | 5:76  | 3  |

### Финал за 1-6 места
| Дата     | Место проведения | Команда противника | Счёт                                      |
| -------- | ---------------- | ------------------ | ----------------------------------------- |
| 02.03.17 | Новосибирск      | Беркуты Урала      | 3 : 1 (28:30, 25:18, 25:14, 25:21)        |
| 03.03.17 | Новосибирск      | Динамо-Олимп       | 3 : 0 (25:16, 27:25, 25:20)               |
| 04.03.17 | Новосибирск      | Кузбасс-2          | 3 : 0 (25:20, 28:26, 25:22)               |
| 06.03.17 | Новосибирск      | Енисей-2           | 3 : 0 (25:22, 25:16, 25:12)               |
| 07.03.17 | Новосибирск      | Зенит-УОР          | 3 : 2 (25:19, 24:26, 23:25, 25:18, 15:7)  |
| 21.03.17 | Москва           | Динамо-Олимп       | 0 : 3 (22:25, 21:25, 10:25)               |
| 22.03.17 | Москва           | Беркуты Урала      | 3 : 0 (25:19, 25:18, 25:21)               |
| 23.03.17 | Москва           | Енисей-2           | 2 : 3 (22:25, 17:25, 25:22, 25:23, 16:18) |
| 25.03.17 | Москва           | Кузбасс-2          | 3 : 1 (25:18, 25:20, 21:25, 25:16)        |
| 26.03.17 | Москва           | Зенит-УОР          | 3 : 1 (18:25, 25:10, 25:22, 25:18)        |

|                                   | И  | В (3:2) | П (2:3) | С/П   | О  |
| --------------------------------- | -- | ------- | ------- | ----- | -- |
| 1. «Динамо-Олимп» (Москва)        | 10 | 8 (1)   | 2 (1)   | 26:9  | 24 |
| 2. «Локомотив-ЦИВС» (Новосибирск) | 10 | 8 (1)   | 2 (1)   | 26:11 | 24 |
| 3. «Зенит-УОР» (Казань)           | 10 | 5 (1)   | 5 (2)   | 20:18 | 16 |
| 4. «Енисей-2» (Красноярск)        | 10 | 4 (1)   | 6 (1)   | 16:21 | 12 |
| 5. «Кузбасс-2» (Кемерово)         | 10 | 4 (2)   | 6 (1)   | 16:22 | 11 |
| 6. «Беркуты Урала» (Уфа)          | 10 | 1 (1)   | 9 (1)   | 6:29  | 3  |

### Состав
| Имя               | Поз         | Год рождения |
| ----------------- | ----------- | ------------ |
| Артем Борисенко   | Либеро      | 1998         |
| Денис Голубев     | Либеро      | 2000         |
| Владислав Гендлер | Блокирующий | 1999         |
| Марк Хмелинский   | Блокирующий | 1999         |
| Денис Подколзин   | Блокирующий | 1998         |
| Никита Горбанов   | Блокирующий |              |
| Савелий Поздняков | Доигровщик  | 1998         |
| Евгений Волков    | Доигровщик  | 1997         |
| Дмитрий Лызик     | Доигровщик  | 2000         |

| Имя                  | Поз          | Год рождения |
| -------------------- | ------------ | ------------ |
| Михаил Колесников    | Доигровщик   | 1997         |
| Владислав Спиридонов | Доигровщик   | 1999         |
| Илья Казаченков      | Доигровщик   | 2001         |
| Илья Пыхов           | Доигровщик   | 2000         |
| Даниил Харитонов     | Доигровщик   |              |
| Константин Абаев     | Связующий    | 1999         |
| Егор Скачков         | Связующий    | 1999         |
| Матвей Елизаров      | Связующий    | 1998         |
| Кирилл Клец          | Диагональный | 1998         |
| Максим Сапожков      | Диагональный | 2000         |

Главный тренер — Андрей Петров